# Thomas Chalmers Vint

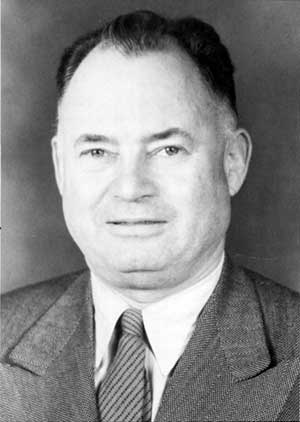
Thomas Chalmers Vint

Thomas Chalmers Vint (Salt Lake City, 15 augustus 1894 – Tucson, 26 oktober 1967) was een Amerikaans landschapsarchitect.
Vint studeerde aan de Universiteit van Californië - Berkeley, de Beaux-Arts de Paris (tijdens zijn legerdienst in de Eerste Wereldoorlog) en de UCLA. Hij ging in 1922 aan de slag bij Daniel Ray Hull in Yosemite en verhuisde daarna mee naar de kantoren in Los Angeles En San Francisco. In 1927 werd hij hoofdlandschapsarchitect voor de National Park Service (NPS). Hij professionaliseerde zijn dienst tot een volwaardig ontwerpteam. In 1934 werd hij hoofdarchitect voor de Branch of Plans and Designs, in 1938 Chief of Planning en vervolgens Chief of Division of Design and Construction. Toen de NPS in 1950 geld vrijmaakte om verouderde infrastructuur te vernieuwen, speelde Vint een sleutelrol in de opstart van wat Mission 66 zou worden. In 1961 werd hij Assistant Director for Design and Construction; niet veel later ging hij met pensioen.
Vints stijl als landschapsarchitect kan het best omschreven worden als rustiek.
Hij ontving de Distinguished Service Medal van de overheid en was een fellow van zowel de American Society of Landscape Architects als het American Institute of Architects.